# Meirav Ben-Ari
Meirav Ben-Ari (hébreu : מֵירַב בֶּן־אֲרִי), née le 13 novembre 1975 à Ra'anana, est une femme politique israélienne. Elle est actuellement membre de la Knesset pour Yesh Atid et était auparavant membre de la même assemblée pour Koulanou entre 2015 et 2019.

## Biographie
Meirav Ben-Ari naît le 13 novembre 1975 à Ra'anana et déménage à Netanya avec sa famille lorsqu'elle est enfant. Son père Rafael Ben-Ari est un immigrant iranien et sa mère Esther Ben-Ari est une israélienne d'origine libyenne. 
Au cours de son service national dans les Forces de défense israéliennes, elle sert dans le Corps de l'éducation et de la jeunesse (en). Lorsqu'elle termine son service pour Tsahal, elle occupe le poste d'officier d'éducation de la Brigade Golani. Elle passe ensuite un bachelor of arts en droit et gouvernement puis une maîtrise en administration des affaires au Centre interdisciplinaire de Herzliya. Entre 2003 et 2004, elle dirige le syndicat étudiant du collège.
En 2005, elle participe à l'émission de téléréalité Needed: A Leader. Elle remporte le concours et la récompense de cinq millions de shekels. 
Elle vit à Tel-Aviv. Elle a une fille et est la première mère célibataire de la Knesset.

## Carrière politique
Aux Élections municipales israéliennes de 2013 (en), elle est quatrième sur la liste Rov HaIr pour le conseil municipal de Tel Aviv. Elle est élue au conseil et se voit confier le portefeuille de la promotion de la jeunesse.
Avant les élections de 2015, elle rejoint le parti Koulanou et prend le dixième place de la liste. Elle est élue à la Knesset puisque le parti a remporté dix sièges.
Elle est sixième sur la liste du parti pour les élections d'avril 2019, mais perd son siège, le parti n'obtenant que quatre sièges. En 2021, Meirav Ben-Ari rejoint le parti Yesh Atid et occupe la septième de la liste pour les élections de mars 2021. Elle est réintégrée à la Knesset lorsque le parti remporte dix-sept sièges. Elle est réélue aux élections de 2022.
Lors d'une session à la Knesset en octobre 2023, alors que les frappes aériennes israéliennes sur Gaza en réponse à l'attaque du Hamas sont discutées, elle déclare que les enfants de Gaza « se sont attirés cela sur eux-mêmes ».